# Friedrich Schneider
Johann Christian Friedrich Schneider (ur. 3 stycznia 1786 w Alt-Waltersdorf, zm. 23 listopada 1853 w Dessau) – niemiecki kompozytor, dyrygent, pianista, organista i pedagog muzyczny.

## Życiorys
Muzyki początkowo uczył się u ojca, Johanna Gottloba Schneidera (1753–1840), następnie uczęszczał do gimnazjum w Żytawie. W 1805 roku podjął studia na Uniwersytecie Lipskim. Przyjaźnił się z Augustem Eberhardem Müllerem i Friedrichem Rochlitzem. W 1807 roku został organistą miejskim Lipska, w 1812 roku organistą w kościele św. Tomasza, a w 1817 roku dyrektorem muzycznym teatru miejskiego. W 1820 roku otrzymał posadę kapelmistrza na dworze w Dessau, gdzie założył Singakademie i towarzystwa śpiewacze, a w 1829 roku szkołę muzyczną. Do grona jego uczniów należał Robert Franz.
Był pierwszym wykonawcą V koncertu fortepianowego Ludwiga van Beethovena (Lipsk 1811). Zasłynął przede wszystkim jako twórca oratoriów, występował też jako dyrygent na ponad 80 festiwalach w całych Niemczech. Opublikował prace Elementarbuch der Harmonie und Tonsetzkunst (Lipsk 1820, tłum. ang. Londyn 1828) Elementarübungen im Gesange (Lipsk 1824), Elementarübungen im Pianofortespiel (Lipsk 1826), Vorschule der Musik (Lipsk 1827), Handbuch des Organisten (4 tomy, Halberstadt 1829–1830). 
Jego syn, Theodor Schneider (1827–1909), był dyrygentem i wiolonczelistą.

## Odznaczenia
- Kawaler Orderu Alberta Niedźwiedzia (1845, Anhalt)[3]
- Kawaler Orderu Danebroga (Dania)[3]
- Złoty Medal Zasługi Orderu Ernestyńskiego (Saksonia)[3]
- Order Orła Czerwonego III Klasy z Kokardą (1845, Prusy)[4]

## Wybrane kompozycje
(na podstawie materiałów źródłowych)

### Oratoria
- Die Höllenfahrt (1810)
- Das Weltgericht (1819)
- Totenfeier (1821)
- Die Sündflut (1823)
- Das verlorene Paradies (1824)
- Jesu Geburt (1825)
- Christus der Meister (1827)
- Pharao (1828)
- Christus das Kind (1829)
- Gideon (1829)
- Absalon (1831)
- Das befreite Jerusalem (1835)
- Salomonis Tempelbau (1836)
- Bonifazius (1837)
- Christus der Erlöser (1838)
- Gethesemane und Golgotha (1838)

### Inne
- 14 mszy
- 23 symfonie
- 20 uwertur
- 7 koncertów fortepianowych
- 10 kwartetów smyczkowych
- 3 kwartety fortepianowe
- 4 tria fortepianowe
- 4 sonaty na skrzypce i fortepian
- 4 sonaty na flet i fortepian
- 35 sonat fortepianowych